# 卡爾門 (愛達荷州)
卡爾門（英語：Carmen）是位於美國愛達荷州萊姆哈伊縣的一個非建制地區。該地的面積和人口皆未知。

## 地理
卡爾門的座標為45°14′33″N 113°53′36″W / 45.24250°N 113.89333°W，而該地的平均海拔高度為1166米（即3825英尺）。